# デレック・カーペンター
デレック・カーペンター (Derek Carpenter、1988年7月26日-)は、ニュージーランドファンガレイ出身のラグビー選手。

## プロフィール
- ポジションはスタンドオフ(SO)とセンター(CTB)。
- 身長 183cm、体重 95kg
- 日本代表キャップは2。（2017年11月現在）
- ニックネームはカープス。

## 略歴
カモ高校、オークランド大学、ノースランドを経て、2014年、トヨタ自動車ヴェルブリッツに加入。同年8月24日に行われたジャパンラグビートップリーグ1stステージ第1節のキヤノンイーグルス戦にて先発出場で公式戦初出場を果たす。
2015年12月にはサンウルブズの2016年スコッドに選ばれた。
2016年、サントリーサンゴリアスに加入。
2017年6月10日に行われたリポビタンDチャレンジカップ2017ルーマニア戦にて先発出場で日本代表初キャップを獲得した。
2018年、NECグリーンロケッツに加入。
2019年、NECグリーンロケッツを退団した。